# Hermanfredo
Hermanfredo, Hermanfrido ou Hermenfredo (em latim: Hermenfredus), também referido como Hermanafrido, Herminifrido, Herminafrido ou Herminefrido (Herminifridus), foi o último rei independente dos turíngios no século VI.

## Vida

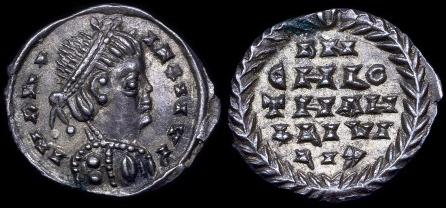
1/4 de síliqua do rei r.

Hermanfredo era filho de Basino com sua esposa de nome desconhecido e teve três irmãos chamados Radegunda, a Velha, Baderico e Bertário. Casou-se em 507/511 com Amalaberga, filha de Amalafrida e sobrinha do rei ostrogótico Teodorico, o Grande (r. 474–526), com quem teve dois filhos (Amalafredo e Rodelinda). Se sabe que recebeu como dote de Teodorico alguns cavalos branco-prateados.
Compartilhou o comando dos turíngios com seus irmãos, mas depois tornar-se-ia rei único ao assassinar Bertário e, por instigação de Amalaberga, aliar-se com o rei franco Teodorico I da Austrásia (r. 511–534/535) para matar Baderico, possivelmente em 525 ou 527. De acordo com Gregório de Tours, ele teria oferecido metade do reino para Teodorico I.
Em 532, Teodorico I e seu irmão Clotário I (r. 511–561) entraram em conflito com Hermanfredo. Sobre o rio Unstrut, um tributário do Saale, uma sangrenta batalha foi travada e os francos saíram vitoriosos, conseguindo capturar esta área e obrigar o rei turíngio a fugir. Hermanfredo morreu misteriosamente tempos depois e seu reino foi incorporado aos domínios francos.